# 심재복
심재복(沈載福, 1987년 11월 27일 ~ )은 대한민국의 핸드볼 선수로 포지션은 센터백이다. 현재 핸드볼코리아리그의 인천도시공사에서 뛰고 있다.

## 학력
- 2006년 인천 정석항공공업고등학교 졸업
- 2010년 한국체육대학교 학사

## 생애
2010년 인천도시개발공사에 입단하여, 2월에 열린 2010 시즌 핸드볼 큰잔치에서 준우승을 차지하였고, 10월에 열린 제91회 경상남도 전국체육대회에서 인천도시개발공사 창단 최초로 우승을 차지하였다.
11월에 열린 2010년 중국 광저우 아시안 게임 남자 핸드볼 국가 대표로 참가하여, 금메달을 목에 걸었다.
9월 ~ 10월에 걸쳐 열린 2014년 인천 아시안 게임 남자 핸드볼 국가 대표로 참가하여, 은메달을 목에 걸었다.
8월에 열린 2018년 인도네시아 자카르타-팔렘방 아시안 게임 남자 핸드볼 국가 대표로 참가하여, 동메달을 목에 걸었다.
이로써, 아시안 게임에서 금메달, 은메달, 동메달을 모두 획득한 선수가 되었다.

## 수상 내역
- 2006 시즌 핸드볼 큰잔치 신인상 (한국체육대학교)
- 2007 시즌 핸드볼 큰잔치 어시스트상 (한국체육대학교)
- 2007년 제88회 광주광역시 전국체육대회 남자 핸드볼 단체전 3위 (한국체육대학교)
- 2010 시즌 핸드볼 큰잔치 준우승 (인천도시개발공사)
- 2010년 제91회 경상남도 전국체육대회 남자 핸드볼 단체전 우승 (인천도시개발공사)
- 2010년 아시안 게임 남자 핸드볼 금메달
- 2014년 아시안 게임 남자 핸드볼 은메달
- 2018년 아시안 게임 남자 핸드볼 동메달

## 같이 보기
- 윤경신
- 심해인